# Jonathan Hickman
Jonathan Hickman (* 9. března 1972, Florence, Jižní Karolína) je americký komiksový scenárista a kreslíř. Proslul svou prací pro Image Comics a Marvel Comics, zejména autorskou sérií The Manhattan Projects a prací na sérii Fantastic Four, u které strávil tři roky. Později začal psát sérii Avengers vol. 5.

## Česky vydané komiksy
- V rámci edice Nejmocnější hrdinové Marvelu:
  - 2017 – Nejmocnější hrdinové Marvelu #021: Nick Fury, (Secret Warriors #1-6, 2009) (s Brian Michael Bendis a Stefano Caselli)

### Image Comics
- The Nightly News #1–6 (scénář i kresba, 2006–2007)
- Popgun vol.1: "Black Circle White: The Recycle Soul Project" (scénář i kresba, 2007)
- Pax Romana #1–4 (scénář i kresba, 2007–2008)
- Transhuman #1–4 (s J. M. Ringuet, 2008)
- Red Mass for Mars #1–4 (s Ryan Bodenheim, 2008–2010)
- Comic Book Tattoo: "1000 Oceans" (scénář i kresba, 2008)
- The Red Wing #1–4 (s Nick Pitarra, 2011)
- Secret #1–7 (s Ryan Bodenheim, 2012–2014)
- The Manhattan Projects #1–25 (s Nick Pitarra, 2012–2014)
- East of West #1–45 (s Nick Dragotta, 2013–2019)
- The Dying and the Dead #1–6 (s Ryan Bodenheim, 2015–2017)
- The Black Monday Murders #1–8 (s Tomm Coker, 2016–2018)
- Decorum #1–8 (s Mike Huddleston, 2020–2021)

### Marvel Comics
- Legion of Monsters: Satana: "The Living Mummy" (scénář i kresba, one-shot, 2007)
- Secret Warriors #1-28 (s Brian Michael Bendis, Stefano Caselli, Ed McGuinness, Alessandro Vitti, Gianluca Gugliotta a Mirko Colak, 2009–2011)
- Astonishing Tales #1–6: "Bobby and Sam in Mojoworld" (scénář i kresba, s Nick Pitarra, 2009)
- Fantastic Four #570–588, 600–611 (s různými umělci, 2009-2012)
- FF #1–23 (s Steve Epting, Nick Dragotta a dalšími, 2011-2012)
- Shang-Chi: Master of Kung Fu: "Shang-Chi: Master of Kung Fu and Deadpool in: The Annual Race to Benefit Various and Sundry Evil Organizations and Also the Homeless. Now with Beer and Hot Dogs" (s Kody Chamberlain, one-shot, 2009)
- S.H.I.E.L.D. vol. 1 #1-6 a vol. 2 #1-6 (s Dustin Weaver, Nick Pitarra, Zachary Flagg, Kevin Mellon a Gabriel Hernandez, 2010–2012)
- Ultimate Comics: Thor #1–4 (s Carlos Pacheco, 2010–2011)
- Ultimate Comics: Fallout #2–6 (s Bryan Hitch, Steve Kurth, Carlo Pagulayan, Salvador Larroca, Billy Tan a Mitch Breitweiser, 2011)
- Ultimate Comics: Ultimates #1–12 (s Esad Ribic, Brandon Peterson, Luke Ross a Sam Humphries, 2011–2012)
- Ultimate Comics: Hawkeye #1–4 (s Rafa Sandoval, 2011)
- Avengers vs. X-Men #4, #6 (s John Romita Jr a Olivier Coipel, 2012)
- Avengers vol. 5 #1-44 (s Jerome Opeña, Andy Kubert, Dustin Weaver, Mike Deodato, Nick Spencer, Stefano Caselli, Leinil Francis Yu, Esad Ribic a Salvador Larroca, 2012-2015)
- New Avengers vol. 3 #1-33 (s Steve Epting, Mike Deodato, Simone Bianchi, Rags Morales, Valerio Schiti a Kevin Walker, 2013-2015)
- Avengers World #1-21 (s Nick Spencer, Rags Morales a Stefano Caselli, 2014-2015)
- Infinity (s Jim Cheung, Jerome Opeña a Dustin Weaver, 2013)
- Secret Wars (s Esad Ribić, 2015)
- The Amazing Spider-Man: Full Circle: "Part One" (s Chris Bachalo, one-shot, 2019)
- House of X #1–6 (s Pepe Larraz, 2019)
- Powers of X #1–6 (s R.B. Silva, 2019)
- X-Men vol. 5 #1–21 (s Leinil Francis Yu, Mahmud Asrar a dalšími kreslíři, 2019–2021)
- New Mutants vol. 4 #1–2, 5, 7 (s Rod Reis, 2019–2020)
- Giant-Size X-Men by Jonathan Hickman Volume 1 (sbírka one-shotů, 2020)
- Free Comic Book Day 2020: X-Men (s Pepe Larraz, one-shot, 2020)
- Empyre: X-Men (s Jorge Molina a Lucas Werneck, 2020)
- X-Men Unlimited vol. 3 #1–4 (s Declan Shalvey, digitální antologie, 2021)
- X-Men Unlimited: Latitude #1 (s Declan Shalvey, 2022)
- Inferno #1–4 (s Valerio Schiti, Stefano Caselli a R. B. Silva, 2021–2022)
- G.O.D.S. #1–... (s Valerio Schiti, 2023–...)
- Ultimate Invasion #1–4 (s Bryan Hitch, 2023)
- Ultimate Universe #1 (s Stefano Caselli, 2023)
- Ultimate Spider-Man vol. 3 #1–... (s Marco Checchetto, 2024–...)
- Doom vol. 2 #1 (s Sanford Greene, 2024)
- Wolverine: Revenge #1–... (s Greg Capullo, 2024–...)
- Aliens vs. Avengers #1–... (s Esad Ribic, 2024–...)

### Avatar Press
- God Is Dead #1-8 (s Di Amorim, 2013–2014)